# Sint-Vedastuskerk (Reningelst)

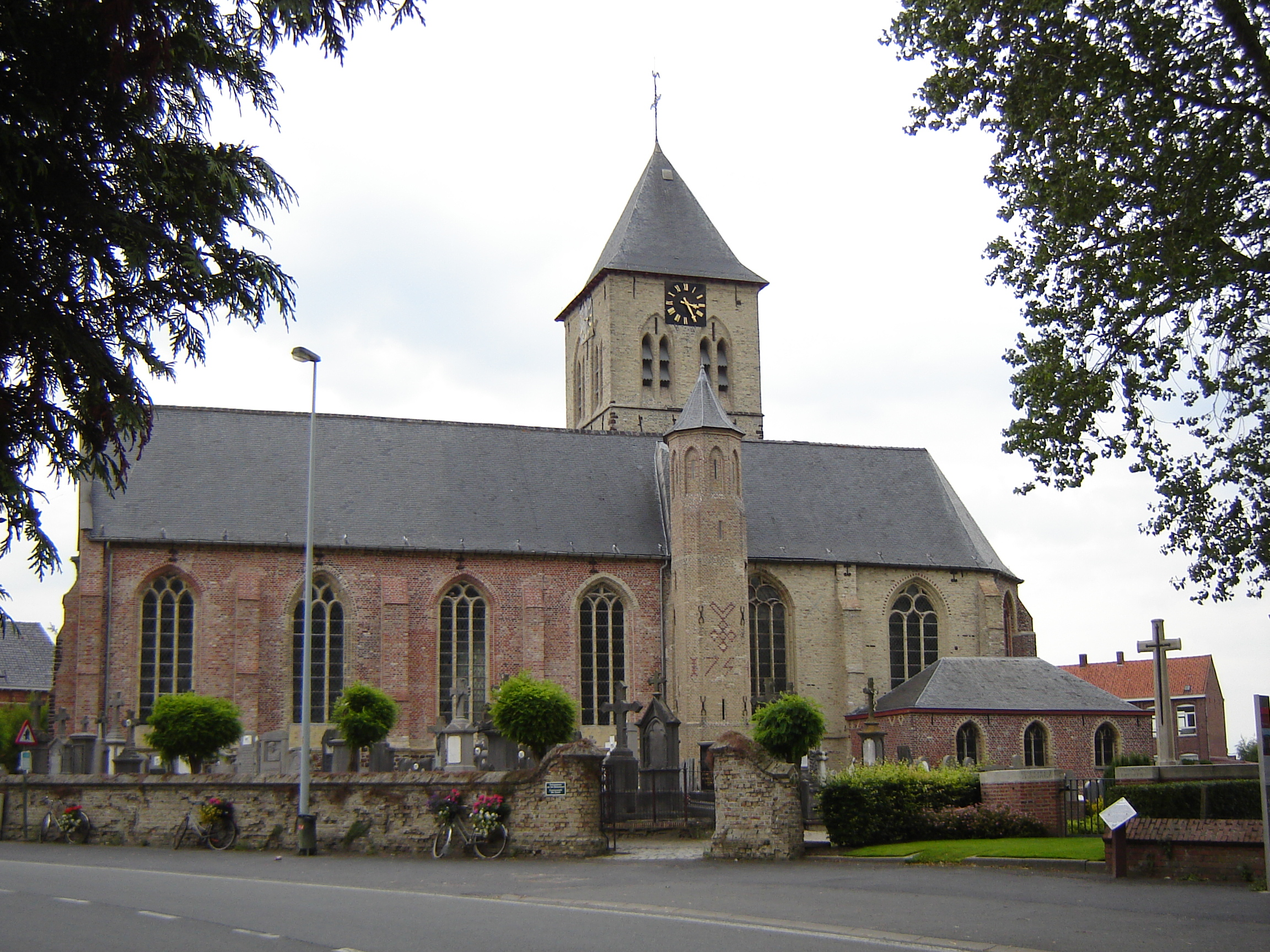
Sint-Vedastuskerk

De Sint-Vedastuskerk is de parochiekerk van de tot de West-Vlaamse gemeente Poperinge behorende plaats Reningelst, gelegen aan het Reningelstplein 4A.

## Geschiedenis
Omstreeks 1200 werd hier een romaans basilicaal kerkgebouw opgericht, waarvan nog de basis van de vieringtoren en de westgevel overblijfselen zijn: deze zijn uitgevoerd in ijzerzandsteen. Deze werd later uitgebouwd tot een gotische hallenkerk. Omstreeks 1500 werd een laatgotisch koor en zijbeuken aangebouwd. In 1583 werd de kerk door de beeldenstormers in brand gestoken. In 1623-1624 was de kerk weer hersteld. In 1754 werd een zeskantig traptorentje aangebouwd. In 1896 werd een sacristie aangebouwd en werd een zijkoor vergroot.

## Gebouw
Het betreft een driebeukige hallenkerk, uitgevoerd in gele en rode baksteen, met toepassing van ijzerzandsteen in de westgevel, dat van de voormalige romaanse kerk afkomstig is. Er bevinden zich metselaarstekens op de muren. Er is een vierkante vieringtoren.

## Interieur
Het Sint-Jozefaltaar en het zuidelijk zijaltaar zijn van omstreeks 1750. De communiebank is van 1749. Het orgel werd gebouwd in 1780-1781 door J.J. vander Haeghen, zijn zoon, en P.H. Gobert. In 1885 werd in de orgelkast een nieuw instrument gebouwd door Ph. Forrest.
Het marmeren doopvont is 17e-eeuws. Marmeren platen gedenken de moord op de pastoors in 1567 door de beeldenstormers.
Van 1640 is het schilderij: Onze-Lieve-Vrouw met Kind schenkt de rozenkrans aan de Heilige Dominicus Guzman. De Marteldood van de Heilige Sebastiaan is een schilderij uit het vierde kwart van de 17e eeuw uit de school van Frans Francken. Een Heilige Sebastiaan wordt met pijlen doorboord is van Desremaux (1695). Een Aanbidding der Wijzen is uit de school van Quellin (1e kwart 18e eeuw). Een De Evangelisten is uit de school van Rubens (4e kwart 17e eeuw).
Er is een 16e eeuw beeld van de heilige Paphnutius, een beeld van de Heilige Jozef met Kind (1e kwart 18e eeuw) en een buste van Sint-Vedastus (18e eeuw).